# Храуи, Ильяс
Ильяс Храуи (араб. الياس الهراوي‎; 4 сентября 1926, Захла — 7 июля 2006, Бейрут) — президент Ливана, находившийся в этой должности с 1989 по 1998 год.

## Ранняя биография и образование
Родился в Хауч-Аль-Умаре, вблизи города Захле, в богатой землевладельческой семье маронитов в долине Бекаа 4 сентября 1926 года. Его родителями были Халиль Храуи и Хелена Харб. Получил диплом специалиста в области коммерции в Институте Сагессе в 1947 году. Затем поступил в бейрутский Университет Святого Иосифа на правовой факультет, но не закончил его.

## Предпринимательская активность
Занимался сельским хозяйством пока не стал членом ливанского парламента в 1972 году. Будучи успешным в нём, начал экспортировать овощи, работая с крупными швейцарскими компаниями. Он также возглавлял кооператив Бекаа по производству сахарной свеклы. Но его бизнес был уничтожен в результате гражданской войны, бушевавшей в стране с 1975 по 1990 год, тогда он переключился на импорт нефти.

## Политическая карьера
Будучи членом политически активной семьи, следом за своими братьями Жоржем и Жозефом был избран в Национальную Ассамблею Ливана в 1972 году. С 1980 по 1982 год он находился в должности министра общественных работ при кабинете премьер-министра Шафика Ваззана при президенте Ильясе Саркисе. Его деятельность на этом посту была сосредоточена на строительстве мостов и дорог, связавших все части Ливана.
Был членом независимого Маронитского католического блока в Национальной ассамблее. Этот блок состоял из 9 реформаторов, маронитов-католиков, выступавших за очистку христианских ополченцев и поддержание хороших отношений с мусульманами и Сирией.

### Президент Ливана
Был избран президентом Ливана в Парк Отеле в городе Чтаура 47 из 53 членов парламента 24 ноября 1989 года спустя 2 дня после убийства президента Ливана Рене Моавада. Будучи президентом, внёс поправки в Конституцию Ливана, оформившие результаты Таифских соглашений, предоставивших мусульманскому населению большие права и влияние чем было ранее.
Так как дворец Баабда, президентская резиденция, был разрушен в ходе бомбардировок сирийской армии в октябре 1990 года, стремившейся выбить оттуда генерала Мишеля Ауна, Храуи поселился в бейрутских апартаментах будущего премьер-министра Ливана Рафика Харири. 13 октября 1990 года при поддержке сирийской армии вынудил генерала Ауна сдаться, после чего приступил к восстановлению Ливана от последствий гражданской войны. 22 мая 1991 года подписал договор о дружбе и сотрудничестве с Сирией, по которому Ливан обязывался не предоставлять свою территорию для чьих-либо действий враждебных сирийским интересам.
В 1992 году назначил на должность премьер-министра Ливана Рафика Харири. Храуи принимал участие в совещаниях кабинета министров, чтобы контролировать исполнительную власть в стране.
В ливанском обществе дают различные оценки его президентству. Одни отмечают его активную борьбу против вооружённых ополченцев, окончание гражданской войны, разрывавшей страну на части в течение 15 лет, и воссоединение основных политических сил Ливана. Его сторонники видели в нём прагматичного политика, ставившего национальные интересы превыше религиозных разногласий и стремившегося наладить мирное сосуществование религиозных общин. Однако его попытка узаконить гражданские браки вызвала резкое противодействие религиозных авторитетов. Некоторые обвиняли его в том, что он содействовал разоружению всех христианских и большинства мусульманских ополчений, которое не коснулось Хезболлы и шиитской политической партии. Также его критики отмечали, что он был весьма благосклонен к сирийским интересам, и что подписанный им договор о дружбе и сотрудничестве с Сирией превращал Ливан в некое подобие сирийской колонии. Кроме того он подвергался осуждению за поправки в Конституцию Ливана, позволившие ему продлить срок своих полномочий ещё на 3 года 13 октября 1995 года. Бывший президент Амин Жмайель  высказался тогда, что такие действия подрывают конституционные принципы ливанской нации.
Ушёл с поста президента 23 ноября 1998 года.

## Личная жизнь
Был женат дважды. Первой его женой была Эвелин Чидиак, с которой он сочетался браком в 1947 году и стал отцом 3 детей от неё: Рена, Жоржа и Роя. Второй раз он женился на Моне Джаммаль в 1961 году, которая родила ему двоих: Зальфу и Роланда.

### Смерть
Храуи умер от злокачественной опухоли в госпитале Американского университета в Бейруте 7 июля 2006 года.